# Ametiszttorkú hegyikolibri
Az ametiszttorkú hegyikolibri (Lampornis amethystinus)  a madarak (Aves) osztályának sarlósfecske-alakúak (Apodiformes) rendjéhez, ezen belül a kolibrifélék (Trochilidae) családjához tartozó faj.
Magyar neve forrással nincs megerősítve.

## Rendszerezése
A fajt William John Swainson angol ornitológus írta le 1827-ben.

## Alfajai
- Lampornis amethystinus amethystinus Swainson, 1827
- Lampornis amethystinus circumventus (A. R. Phillips, 1966)
- Lampornis amethystinus margaritae (Salvin & Godman, 1889)
- Lampornis amethystinus nobilis Griscom, 1932
- Lampornis amethystinus salvini (Ridgway, 1908)[2]

## Előfordulása
Mexikó, Guatemala, Honduras és Salvador területén honos. A természetes élőhelye szubtrópusi és trópusi síkvidéki- és hegyi esőerdők. Magassági vonuló faj.

## Megjelenése
Testhossza 13 centiméter,  testtömege 5–8 gramm.

## Életmódja
Nektárral táplálkozik.

## Természetvédelmi helyzete
Az elterjedési területe elég nagy, egyedszáma viszont csökkenő, de még nem éri el a kritikus szintet. A Természetvédelmi Világszövetség Vörös listáján nem fenyegetett fajként szerepel.